# Druga crnogorska fudbalska liga 2010-2011
La Druga crnogorska fudbalska liga 2010-2011 (seconda lega calcistica montenegrina 2010-2011), conosciuta semplicemente anche come 2.CFL 2010-2011, è stata la 5ª edizione di questa competizione, la seconda divisione del campionato montenegrino di calcio.

## Stagione

### Avvenimenti
Al campionato sono iscritte 12 squadre. Nella edizione precedente sono state promosse Mladost Podgorica e OFK Bar, e retrocesse Crvena Stijena e Gusinje.

Sono state sostituite da Kom, Berane (retrocesse dalla 1.CFL 2009-2010), Pljevlja e Iskra Danilovgrad (promosse dalla 3.CFL 2009-2010 dopo gli spareggi fra le vincitrici dei gironi, il Cetinje è la squadra esclusa).

### Formula
In stagione le squadre partecipanti sono 12: 2 che sono retrocesse dalla 1.CFL, 8 che hanno mantenuto la categoria e 2 promosse dalla 3.CFL.
Le 12 squadre disputano un girone andata-ritorno; al termine delle 22 giornate ne disputano ancora 11 secondo uno schema prefissato (totale 33 giornate), al termine di queste:
- La prima classificata viene promossa in 1.CFL 2011-2012
- Seconda e terza classificata vanno agli spareggi contro penultima e terzultima di 1.CFL 2010-2011
- Le ultime due classificate vengono retrocesse in 3.CFL 2011-2012

## Squadre
| Club              | Città        | Stadio                  | Posizione 2009-2010                  |
| ----------------- | ------------ | ----------------------- | ------------------------------------ |
| Berane            | Berane       | Gradski stadion         | 11º in 1. CFL                        |
| Kom               | Podgorica    | Stadion Zlatica         | 12º in 1. CFL                        |
| Bratstvo          | Podgorica    | Stadion Ljajkovići      | 3º in 2. CFL                         |
| Bokelj            | Cattaro      | Stadion pod Vrmcem      | 4º in 2. CFL                         |
| Zabjelo           | Podgorica    | Stadion Zabjelo         | 5º in 2. CFL                         |
| Jedinstvo         | Bijelo Polje | Gradski stadion         | 6º in 2. CFL                         |
| Jezero            | Plav         | Stadion pod Racinom     | 7º in 2. CFL                         |
| Čelik             | Nikšić       | Stadion Željezare       | 8º in 2. CFL                         |
| Ibar              | Rožaje       | Stadion Bandžovo Brdo   | 9º in 2. CFL                         |
| Otrant-Olympic    | Dulcigno     | Stadion Olimpik         | 10º in 2. CFL                        |
| Pljevlja          | Pljevlja     | Gradski stadion         | 1º in 3. CFL Nord, 1º negli spareggi |
| Iskra Danilovgrad | Danilovgrad  | Stadion Braće Velašević | 1º in 3. CFL Nord, 2º negli spareggi |

## Classifica
|  | Pos. | Squadra                | Pt | G  | V  | N  | P  | GF | GS | DR  |
|  | ---- | ---------------------- | -- | -- | -- | -- | -- | -- | -- | --- |
|  | 1.   | Bokelj                 | 77 | 33 | 24 | 5  | 4  | 61 | 22 | +39 |
|  | 2.   | Jedinstvo Bijelo Polje | 53 | 33 | 14 | 11 | 8  | 33 | 28 | +5  |
|  | 3.   | Berane                 | 51 | 33 | 15 | 6  | 12 | 46 | 32 | +14 |
|  | 4.   | Bratstvo               | 48 | 33 | 14 | 6  | 13 | 46 | 34 | +12 |
|  | 5.   | Iskra Danilovgrad      | 47 | 33 | 12 | 11 | 10 | 39 | 40 | −1  |
|  | 6.   | Kom                    | 45 | 33 | 12 | 9  | 12 | 37 | 31 | +6  |
|  | 7.   | Ibar                   | 44 | 33 | 10 | 14 | 9  | 33 | 33 | 0   |
|  | 8.   | Čelik Nikšić (−3)      | 39 | 33 | 11 | 9  | 13 | 37 | 34 | +3  |
|  | 9.   | Jezero (−1)            | 39 | 33 | 10 | 10 | 13 | 38 | 57 | −19 |
|  | 10.  | Zabjelo                | 34 | 33 | 7  | 13 | 13 | 34 | 48 | −14 |
|  | 11.  | Otrant-Olympic (−3)    | 27 | 33 | 6  | 12 | 15 | 36 | 56 | −20 |
|  | 12.  | Pljevlja               | 25 | 33 | 5  | 10 | 18 | 25 | 50 | −25 |

Legenda:
      Promosso in 1.CFL 2011-2012.
  Partecipa agli spareggi-promozione.
      Retrocesso in 3.CFL.
Regolamento:
Tre punti a vittoria, uno a pareggio, zero a sconfitta.
Note:
Čelik ed Otrant penalizzate di 3 punti, Jezero di 1 punto.
Čelik penalizzato per non aver disputato la gara contro lo Jezero.
Otrant penalizzato per non aver disputato la gara contro il Bratstvo.

## Risultati
|           | Ber     | Bok     | Bra     | Zab     | Iba     | Isk     | Jed     | Jez     | Kom     | Otr     | Plj     | Čel     |
| --------- | ------- | ------- | ------- | ------- | ------- | ------- | ------- | ------- | ------- | ------- | ------- | ------- |
| Berane    | ––––    | 0:1 1:2 | 3:0     | 4:0     | 1:0 1:4 | 3:1 0:1 | 4:1     | 3:2     | 0:1     | 1:1 2:2 | 2:0     | 3:1 1:2 |
| Bokelj    | 2:0     | ––––    | 2:0     | 2:1 1:1 | 3:0     | 2:3     | 3:0     | 1:1     | 2:1 1:1 | 3:1     | 2:0     | 2:1 0:1 |
| Bratstvo  | 0:0 1:2 | 0:1     | ––––    | 2:1 2:2 | 2:2     | 1:1     | 2:0 1:2 | 0:0     | 1:0 3:0 | 3:0     | 3:0 1:2 | 2:0     |
| Zabjelo   | 1:2 2:1 | 2:2     | 0:1     | ––––    | 2:0 1:2 | 0:1 1:1 | 1:1 1:3 | 3:2 1:1 | 1:1     | 1:0     | 2:1 2:3 | 0:0     |
| Ibar      | 1:0     | 0:2 1:0 | 2:0 3:0 | 0:0     | ––––    | 3:1     | 0:0     | 1:1 0:2 | 0:4 0:0 | 2:1 1:2 | 2:0     | 1:1 0:2 |
| Iskra     | 2:1     | 0:2 0:0 | 1:2 2:1 | 3:2     | 0:0 2:1 | ––––    | 0:2     | 1:2     | 2:3     | 3:2 1:1 | 1:3 1:2 | 0:0     |
| Jedinstvo | 1:0 0:0 | 0:2 1:0 | 1:0     | 1:0     | 0:0 1:0 | 1:0 1:1 | ––––    | 1:1     | 0:1     | 3:1 1:1 | 0:0     | 2:0     |
| Jezero    | 0:4 1:0 | 0:2     | 0:8 2:1 | 1:0     | 1:1     | 2:2 0:2 | 1:3 3:1 | ––––    | 2:2     | 3:1     | 2:0     | 0:2 1:0 |
| Kom       | 0:1     | 0:2     | 0:1     | 0:1 0:0 | 0:1     | 0:2 2:0 | 0:3 2:0 | 3:0 4:0 | ––––    | 3:0     | 0:2 1:0 | 1:0     |
| Otrant    | 1:3     | 0:3 2:3 | 1:2 0:0 | 1:1 0:1 | 1:1     | 2:2     | 1:1     | 1:0 3:0 | 1:1 3:3 | ––––    | 1:1 0:0 | 0:2 2:1 |
| Pljevlja  | 0:1 1:1 | 1:2     | 1:3     | 2:2     | 2:2 0:0 | 3:1 2:1 | 0:0 0:3 | 1:3 1:1 | 1:1     | 0:3 0:0 | ––––    | 1:1     |
| Čelik     | 1:1     | 2:3     | 2:1 0:2 | 6:0 1:1 | 0:0     | 0:1     | 0:1 2:0 | 0:3     | 0:2 0:0 | 5:0     | 3:1 1:0 | ––––    |

## Spareggi
Penultima e terzultima della prima divisione sfidano seconda e terza della seconda divisione per due posti in Prva crnogorska fudbalska liga 2011-2012. Il Berane ha conquistato la promozione.